# Unicodeblock Indische Siyaq-Zahlzeichen
Der Unicodeblock Indische Siyaq-Zahlzeichen (Indic Siyaq Numbers, U+1EC70 bis U+1ECBF) enthält spezielle Zahlzeichen der arabischen Schrift, die in Indien, unter anderem im Mogulreich, vom 17. bis zur Mitte des 20. Jahrhunderts benutzt wurden.

## Liste
Alle Zeichen haben die Bidirektionale Klasse "arabischer Buchstabe".
| Unicodenummer    | Zeichen (400 %) | Kategorie           | Offizielle Bezeichnung                    | Beschreibung                                 |
| ---------------- | --------------- | ------------------- | ----------------------------------------- | -------------------------------------------- |
| U+1EC71 (126065) | 𞱱               | anderes Zahlzeichen | INDIC SIYAQ NUMBER ONE                    | Indische Siyaq-Zahl Eins                     |
| U+1EC72 (126066) | 𞱲               | anderes Zahlzeichen | INDIC SIYAQ NUMBER TWO                    | Indische Siyaq-Zahl Zwei                     |
| U+1EC73 (126067) | 𞱳               | anderes Zahlzeichen | INDIC SIYAQ NUMBER THREE                  | Indische Siyaq-Zahl Drei                     |
| U+1EC74 (126068) | 𞱴               | anderes Zahlzeichen | INDIC SIYAQ NUMBER FOUR                   | Indische Siyaq-Zahl Vier                     |
| U+1EC75 (126069) | 𞱵               | anderes Zahlzeichen | INDIC SIYAQ NUMBER FIVE                   | Indische Siyaq-Zahl Fünf                     |
| U+1EC76 (126070) | 𞱶               | anderes Zahlzeichen | INDIC SIYAQ NUMBER SIX                    | Indische Siyaq-Zahl Sechs                    |
| U+1EC77 (126071) | 𞱷               | anderes Zahlzeichen | INDIC SIYAQ NUMBER SEVEN                  | Indische Siyaq-Zahl Sieben                   |
| U+1EC78 (126072) | 𞱸               | anderes Zahlzeichen | INDIC SIYAQ NUMBER EIGHT                  | Indische Siyaq-Zahl Acht                     |
| U+1EC79 (126073) | 𞱹               | anderes Zahlzeichen | INDIC SIYAQ NUMBER NINE                   | Indische Siyaq-Zahl Neun                     |
| U+1EC7A (126074) | 𞱺               | anderes Zahlzeichen | INDIC SIYAQ NUMBER TEN                    | Indische Siyaq-Zahl Zehn                     |
| U+1EC7B (126075) | 𞱻               | anderes Zahlzeichen | INDIC SIYAQ NUMBER TWENTY                 | Indische Siyaq-Zahl Zwanzig                  |
| U+1EC7C (126076) | 𞱼               | anderes Zahlzeichen | INDIC SIYAQ NUMBER THIRTY                 | Indische Siyaq-Zahl Dreißig                  |
| U+1EC7D (126077) | 𞱽               | anderes Zahlzeichen | INDIC SIYAQ NUMBER FORTY                  | Indische Siyaq-Zahl Vierzig                  |
| U+1EC7E (126078) | 𞱾               | anderes Zahlzeichen | INDIC SIYAQ NUMBER FIFTY                  | Indische Siyaq-Zahl Fünfzig                  |
| U+1EC7F (126079) | 𞱿               | anderes Zahlzeichen | INDIC SIYAQ NUMBER SIXTY                  | Indische Siyaq-Zahl Sechzig                  |
| U+1EC80 (126080) | 𞲀               | anderes Zahlzeichen | INDIC SIYAQ NUMBER SEVENTY                | Indische Siyaq-Zahl Siebzig                  |
| U+1EC81 (126081) | 𞲁               | anderes Zahlzeichen | INDIC SIYAQ NUMBER EIGHTY                 | Indische Siyaq-Zahl Achtzig                  |
| U+1EC82 (126082) | 𞲂               | anderes Zahlzeichen | INDIC SIYAQ NUMBER NINETY                 | Indische Siyaq-Zahl Neunzig                  |
| U+1EC83 (126083) | 𞲃               | anderes Zahlzeichen | INDIC SIYAQ NUMBER ONE HUNDRED            | Indische Siyaq-Zahl Hundert                  |
| U+1EC84 (126084) | 𞲄               | anderes Zahlzeichen | INDIC SIYAQ NUMBER TWO HUNDRED            | Indische Siyaq-Zahl Zweihundert              |
| U+1EC85 (126085) | 𞲅               | anderes Zahlzeichen | INDIC SIYAQ NUMBER THREE HUNDRED          | Indische Siyaq-Zahl Dreihundert              |
| U+1EC86 (126086) | 𞲆               | anderes Zahlzeichen | INDIC SIYAQ NUMBER FOUR HUNDRED           | Indische Siyaq-Zahl Vierhundert              |
| U+1EC87 (126087) | 𞲇               | anderes Zahlzeichen | INDIC SIYAQ NUMBER FIVE HUNDRED           | Indische Siyaq-Zahl Fünfhundert              |
| U+1EC88 (126088) | 𞲈               | anderes Zahlzeichen | INDIC SIYAQ NUMBER SIX HUNDRED            | Indische Siyaq-Zahl Sechshundert             |
| U+1EC89 (126089) | 𞲉               | anderes Zahlzeichen | INDIC SIYAQ NUMBER SEVEN HUNDRED          | Indische Siyaq-Zahl Siebenhundert            |
| U+1EC8A (126090) | 𞲊               | anderes Zahlzeichen | INDIC SIYAQ NUMBER EIGHT HUNDRED          | Indische Siyaq-Zahl Achthundert              |
| U+1EC8B (126091) | 𞲋               | anderes Zahlzeichen | INDIC SIYAQ NUMBER NINE HUNDRED           | Indische Siyaq-Zahl Neunhundert              |
| U+1EC8C (126092) | 𞲌               | anderes Zahlzeichen | INDIC SIYAQ NUMBER ONE THOUSAND           | Indische Siyaq-Zahl Tausend                  |
| U+1EC8D (126093) | 𞲍               | anderes Zahlzeichen | INDIC SIYAQ NUMBER TWO THOUSAND           | Indische Siyaq-Zahl Zweitausend              |
| U+1EC8E (126094) | 𞲎               | anderes Zahlzeichen | INDIC SIYAQ NUMBER THREE THOUSAND         | Indische Siyaq-Zahl Dreitausend              |
| U+1EC8F (126095) | 𞲏               | anderes Zahlzeichen | INDIC SIYAQ NUMBER FOUR THOUSAND          | Indische Siyaq-Zahl Viertausend              |
| U+1EC90 (126096) | 𞲐               | anderes Zahlzeichen | INDIC SIYAQ NUMBER FIVE THOUSAND          | Indische Siyaq-Zahl Fünftausend              |
| U+1EC91 (126097) | 𞲑               | anderes Zahlzeichen | INDIC SIYAQ NUMBER SIX THOUSAND           | Indische Siyaq-Zahl Sechstausend             |
| U+1EC92 (126098) | 𞲒               | anderes Zahlzeichen | INDIC SIYAQ NUMBER SEVEN THOUSAND         | Indische Siyaq-Zahl Siebentausend            |
| U+1EC93 (126099) | 𞲓               | anderes Zahlzeichen | INDIC SIYAQ NUMBER EIGHT THOUSAND         | Indische Siyaq-Zahl Achttausend              |
| U+1EC94 (126100) | 𞲔               | anderes Zahlzeichen | INDIC SIYAQ NUMBER NINE THOUSAND          | Indische Siyaq-Zahl Neuntausend              |
| U+1EC95 (126101) | 𞲕               | anderes Zahlzeichen | INDIC SIYAQ NUMBER TEN THOUSAND           | Indische Siyaq-Zahl Zehntausend              |
| U+1EC96 (126102) | 𞲖               | anderes Zahlzeichen | INDIC SIYAQ NUMBER TWENTY THOUSAND        | Indische Siyaq-Zahl Zwanzigtausend           |
| U+1EC97 (126103) | 𞲗               | anderes Zahlzeichen | INDIC SIYAQ NUMBER THIRTY THOUSAND        | Indische Siyaq-Zahl Dreißigtausend           |
| U+1EC98 (126104) | 𞲘               | anderes Zahlzeichen | INDIC SIYAQ NUMBER FORTY THOUSAND         | Indische Siyaq-Zahl Vierzigtausend           |
| U+1EC99 (126105) | 𞲙               | anderes Zahlzeichen | INDIC SIYAQ NUMBER FIFTY THOUSAND         | Indische Siyaq-Zahl Fünfzigtausend           |
| U+1EC9A (126106) | 𞲚               | anderes Zahlzeichen | INDIC SIYAQ NUMBER SIXTY THOUSAND         | Indische Siyaq-Zahl Sechzigtausend           |
| U+1EC9B (126107) | 𞲛               | anderes Zahlzeichen | INDIC SIYAQ NUMBER SEVENTY THOUSAND       | Indische Siyaq-Zahl Siebzigtausend           |
| U+1EC9C (126108) | 𞲜               | anderes Zahlzeichen | INDIC SIYAQ NUMBER EIGHTY THOUSAND        | Indische Siyaq-Zahl Achtzigtausend           |
| U+1EC9D (126109) | 𞲝               | anderes Zahlzeichen | INDIC SIYAQ NUMBER NINETY THOUSAND        | Indische Siyaq-Zahl Neunzigtausend           |
| U+1EC9E (126110) | 𞲞               | anderes Zahlzeichen | INDIC SIYAQ NUMBER LAKH                   | Indische Siyaq-Zahl Hunderttausend           |
| U+1EC9F (126111) | 𞲟               | anderes Zahlzeichen | INDIC SIYAQ NUMBER LAKHAN                 | Indische Siyaq-Zahl Zweihunderttausend       |
| U+1ECA0 (126112) | 𞲠               | anderes Zahlzeichen | INDIC SIYAQ LAKH MARK                     | Indische Siyaq-Zahl Lakh                     |
| U+1ECA1 (126113) | 𞲡               | anderes Zahlzeichen | INDIC SIYAQ NUMBER KAROR                  | Indische Siyaq-Zahl Zehn Millionen           |
| U+1ECA2 (126114) | 𞲢               | anderes Zahlzeichen | INDIC SIYAQ NUMBER KARORAN                | Indische Siyaq-Zahl Zwanzig Millionen        |
| U+1ECA3 (126115) | 𞲣               | anderes Zahlzeichen | INDIC SIYAQ NUMBER PREFIXED ONE           | Indische Siyaq-Zahl Vorangestellte Eins      |
| U+1ECA4 (126116) | 𞲤               | anderes Zahlzeichen | INDIC SIYAQ NUMBER PREFIXED TWO           | Indische Siyaq-Zahl Vorangestellte Zwei      |
| U+1ECA5 (126117) | 𞲥               | anderes Zahlzeichen | INDIC SIYAQ NUMBER PREFIXED THREE         | Indische Siyaq-Zahl Vorangestellte Drei      |
| U+1ECA6 (126118) | 𞲦               | anderes Zahlzeichen | INDIC SIYAQ NUMBER PREFIXED FOUR          | Indische Siyaq-Zahl Vorangestellte Vier      |
| U+1ECA7 (126119) | 𞲧               | anderes Zahlzeichen | INDIC SIYAQ NUMBER PREFIXED FIVE          | Indische Siyaq-Zahl Vorangestellte Fünf      |
| U+1ECA8 (126120) | 𞲨               | anderes Zahlzeichen | INDIC SIYAQ NUMBER PREFIXED SIX           | Indische Siyaq-Zahl Vorangestellte Sechs     |
| U+1ECA9 (126121) | 𞲩               | anderes Zahlzeichen | INDIC SIYAQ NUMBER PREFIXED SEVEN         | Indische Siyaq-Zahl Vorangestellte Sieben    |
| U+1ECAA (126122) | 𞲪               | anderes Zahlzeichen | INDIC SIYAQ NUMBER PREFIXED EIGHT         | Indische Siyaq-Zahl Vorangestellte Acht      |
| U+1ECAB (126123) | 𞲫               | anderes Zahlzeichen | INDIC SIYAQ NUMBER PREFIXED NINE          | Indische Siyaq-Zahl Vorangestellte Neun      |
| U+1ECAC (126124) | 𞲬               | anderes Symbol      | INDIC SIYAQ PLACEHOLDER                   | Indischer Siyaq-Platzhalter                  |
| U+1ECAD (126125) | 𞲭               | anderes Zahlzeichen | INDIC SIYAQ FRACTION ONE QUARTER          | Indischer Siyaq-Bruch Ein Viertel            |
| U+1ECAE (126126) | 𞲮               | anderes Zahlzeichen | INDIC SIYAQ FRACTION ONE HALF             | Indischer Siyaq-Bruch Ein Halbes             |
| U+1ECAF (126127) | 𞲯               | anderes Zahlzeichen | INDIC SIYAQ FRACTION THREE QUARTERS       | Indischer Siyaq-Bruch Drei Viertel           |
| U+1ECB0 (126128) | 𞲰               | Währungssymbol      | INDIC SIYAQ RUPEE MARK                    | Indisches Siyaq-Währungszeichen Rupie        |
| U+1ECB1 (126129) | 𞲱               | anderes Zahlzeichen | INDIC SIYAQ NUMBER ALTERNATE ONE          | Indische Siyaq-Zahl Eins (alternativ)        |
| U+1ECB2 (126130) | 𞲲               | anderes Zahlzeichen | INDIC SIYAQ NUMBER ALTERNATE TWO          | Indische Siyaq-Zahl Zwei (alternativ)        |
| U+1ECB3 (126131) | 𞲳               | anderes Zahlzeichen | INDIC SIYAQ NUMBER ALTERNATE TEN THOUSAND | Indische Siyaq-Zahl Zehntausend (alternativ) |
| U+1ECB4 (126132) | 𞲴               | anderes Zahlzeichen | INDIC SIYAQ ALTERNATE LAKH MARK           | Indische Siyaq-Zahl Lakh (alternativ)        |